# Arrastão de Cascadura
Grêmio Recreativo Escola de Samba Arrastão de Cascadura é uma escola de samba da cidade do Rio de Janeiro, fundada a 27 de abril de 1973.

## História
Três anos após sua fundação, em 1976, o Arrastão conseguiu sua primeira ascensão, ao obter o primeiro título, no grupo 3. No ano seguinte, em 1977, foi campeão do grupo 2, ganhando o direito de participar do desfile principal.
Desfilando no Grupo Principal em 1978, a escola foi rebaixada. De 1979 até 1985, o Arrastão permaneceu no segundo grupo, alternando bons e maus momentos, sendo em 1985 rebaixada ao Grupo 2A (Grupo 3 a partir de 87), grupo em que ficou até 1988, quando a escola conseguiu mais um título com o enredo: “Festa para Orfeu Negro” e obteve sua volta ao segundo grupo.
Em 1989, com o enredo: “Zezé, um canto de amor e raça”, ganhou o prêmio Estandarte de Ouro de Melhor Samba-Enredo. Apesar disso, na apuração, a escola foi novamente rebaixada para o Grupo 3. Em 1992, o Arrastão conquistou mais um título, o do terceiro grupo com o enredo “Carnaval ontem, hoje e amanhã”.
Em 1995, a escola voltou a ter um bom momento, com o enredo "Frevança", do carnavalesco Max Lopes, ficando a um ponto de voltar ao Grupo Especial. Se naquele ano não tivessem convidado a Unidos do Porto da Pedra para o desfile do Grupo A, a escola teria desfilado no Grupo Especial em 1996.

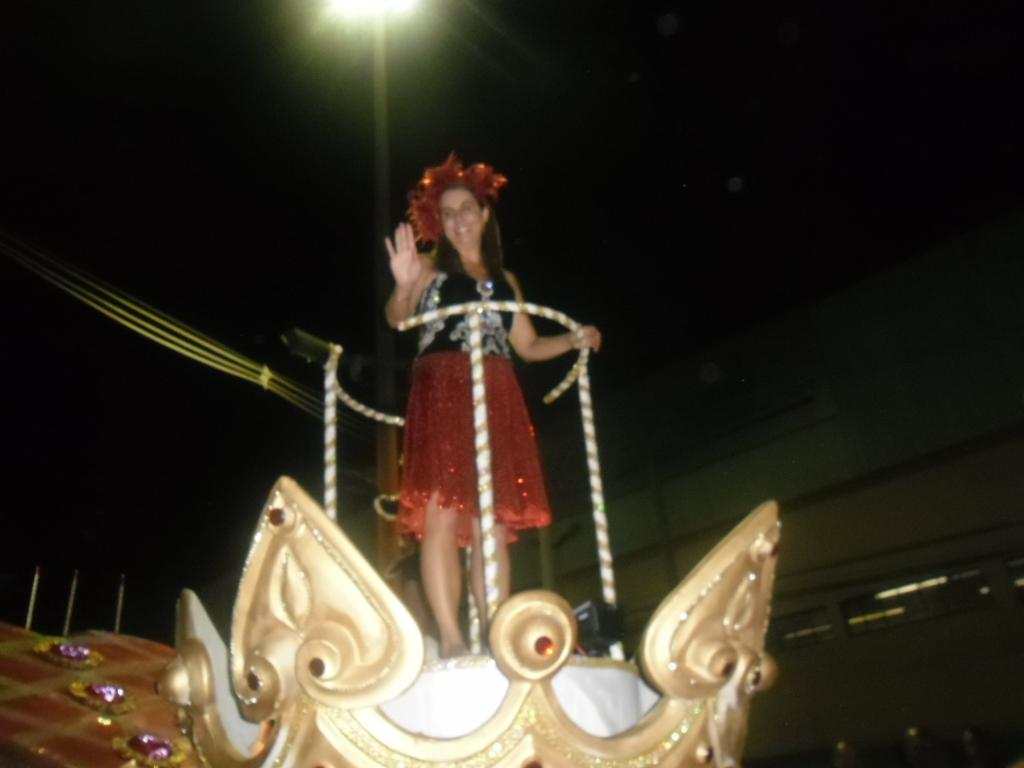
Patrícia Amorim, ex-nadadora, homenageada como enredo da escola, no carnaval 2012.

No ano seguinte, em 1996, a escola voltou a cair para o terceiro grupo. Após desfilar na Intendente Magalhães, em 2008, ao abordar o bicentenário do Paço de São Cristóvão como tema de seu desfile, retornou ao Sambódromo para 2009.
Na sua volta à Passarela do Samba, a escola apresentou o enredo E Foram Felizes Para Sempre. A Química Perfeita dos Pares!, idealizado pela sua própria comissão de carnaval.  Nesse ano, ao obter 233.6 pontos, foi novamente rebaixada para o o Carnaval da Intendente.
A então presidente do Flamengo, Patrícia Amorim
foi a homenageada no ano de 2013. Nesse ano, a escola sofreu novo rebaixamento.
Com o segundo rebaixamento consecutivo em 2013, no meio daquele ano a escola realizou nova eleição, onde a chapa de Lucas Conceição derrotou a chapa de Armênio Erthal. No Carnaval 2014, a escola desfilou na terça-feira, ficando em 4° lugar com isso subiu para o grupo C.
Após dois rebaixamentos consecutivos, 2017 e 2018, os conselheiros convocaram assembleia e o seu presidente anunciou renúncia. Para finalizar o período eletivo (2013-2019), foi efetuada uma votação, onde Armênio Erthal ficou na condição de presidente. 
No carnaval de 2020, fazendo parte da última divisão do campeonato carioca, o Arrastão de Cascadura desfilou sob chuva intensa. Com enredo sobre Orumilá, consagrou-se como vencedor do grupo de avaliação. No desfile seguinte, em 2022, conquistou seu segundo título consecutivo, sendo campeã da Série Bronze reeditando "Frevança", clássico enredo de 1995.

## Segmentos

### Presidentes
| Nome                           | Mandato     | Ref.  |
| ------------------------------ | ----------- | ----- |
| Carlos Rodrigues Filho         | 1974-1978   | [ 5 ] |
| José Cleber Vieira de Medeiros | 1979-1980   | [ 5 ] |
| José Barreto Rodrigues         | 1981-1984   | [ 5 ] |
| Raimundo Nonato Costa          | 1985-1989   | [ 5 ] |
| Irwal Lucas de Azevedo         | 1990-1991   | [ 5 ] |
| Ailton Henrique Vieira         | 1992-1995   | [ 5 ] |
| Carlos Rodrigues Filho         | 1996-2001   | [ 5 ] |
| Giselimara de Sá               | 2002-2005   | [ 5 ] |
| Lestocq Bassalo Antunes        | 2006-2007   | [ 5 ] |
| Sidney Cordeiro Calixto        | 2008-2010   | [ 5 ] |
| Péricles Passos                | 2011-2012   | [ 5 ] |
| Edson Vieira                   | 2012-2013   | [ 6 ] |
| Lucas Conceição                | 2013-2018   | [ 7 ] |
| Armenio Erthal                 | 2018- atual | [ 8 ] |

### Diretores
| Ano  | Diretor de Carnaval | Diretor geral de harmonia | Mestre de bateria | Ref.   |
| ---- | ------------------- | ------------------------- | ----------------- | ------ |
| 2013 | Paulinho da Cor     | Ney Sorriso               | Buzunga           | [ 9 ]  |
| 2014 | Frank Tavares       | Gabriel Macedo            | Wando             | [ 10 ] |
| 2015 | Frank Tavares       | Vagner                    | Wando             | [ 7 ]  |
| 2016 | Frank Tavares       | Angela                    | Wando             | [ 7 ]  |
| 2017 | Thiago Lepletier    | Angela                    | Leozinho          |        |
| 2018 | Nelsinho            | Angela                    | Leozinho          |        |
| 2019 | Alan Porfirio       | Leela                     | Erick             |        |
| 2020 | Madalena            | Leela                     | Osias             | [ 8 ]  |
| 2021 | Madalena            |                           | Leozinho          |        |

### Intérpretes
| Período     | Intérprete oficial                | Referência |
| ----------- | --------------------------------- | ---------- |
| 1974–1980   | Barreto                           | [ 11 ]     |
| 1981        | Renato Suquita                    | [ 12 ]     |
| 1982–1989   | Jacy Inspiração                   | [ 13 ]     |
| 1993        | Sidney Moreno                     | [ 14 ]     |
| 1994        | Rixxah                            | [ 15 ]     |
| 1995        | Edmilson Villas                   | [ 16 ]     |
| 1996–1997   | Barreto                           | [ 17 ]     |
| 1998–2000   | Geraldão                          | [ 18 ]     |
| 2001–2002   | Marcelo Lannes                    | [ 19 ]     |
| 2003–2005   | Marcelo Lannes e Marquinhos Silva | [ 20 ]     |
| 2006–2012   | Marquinhos Silva                  | [ 20 ]     |
| 2013–2016   | Alessandro Português              | [ 21 ]     |
| 2017        | Luizinho Andanças                 | [ 22 ]     |
| 2018        | Alessandro Português              |            |
| 2019 - 2021 | Robson Lincoln                    | [ 8 ]      |
| 2022–       | Marquinhos Silva                  |            |

### Coreógrafos
| Ano         | Nome                      | Ref.  |
| ----------- | ------------------------- | ----- |
| 2014        | João Aida e Ricardo Testa |       |
| 2015        | João Aida                 |       |
| 2016        | Leonardo Calvo            |       |
| 2017        | Leonardo Calvo            |       |
| 2018        |                           |       |
| 2019        | Lucas Math                |       |
| 2020 - 2021 | Renata Monnier            | [ 8 ] |

### Casais de Mestre-Sala e Porta-Bandeira
| Ano  | 1º Casal de Mestre Sala e Porta Bandeira | 2º Casal de Mestre Sala e Porta Bandeira | 3º Casal de Mestre Sala e Porta Bandeira | Ref    |
| ---- | ---------------------------------------- | ---------------------------------------- | ---------------------------------------- | ------ |
| 1978 | Sinésio e Lilica                         |                                          |                                          |        |
| 1979 |                                          |                                          |                                          |        |
| 1989 | Zé Luiz e Tânia                          |                                          |                                          |        |
| 1993 | Chopinho e Giselle Mara                  |                                          |                                          |        |
| 1994 | Chopinho e Giselle Mara                  |                                          |                                          |        |
| 1995 | Chopinho e Giselle Mara                  |                                          |                                          |        |
| 1996 | Claudinho Piedade e Giselle Mara         |                                          |                                          |        |
| 1997 | Claudinho Piedade e Giselle Mara         |                                          |                                          |        |
| 1998 | Russo e Giselle Mara                     |                                          |                                          |        |
| 1999 | Marco e Jacirema                         |                                          |                                          |        |
| 2000 | Igor Leal e                              |                                          |                                          |        |
| 2001 | Tatu e Maxi Silva                        | Amauri Junior e Aline Regina             |                                          |        |
| 2002 | Rogerinho e Carla Santos                 | Amauri Junior e Aline Regina             |                                          |        |
| 2003 | Rogerinho e Carla Santos                 | Amauri Junior e Aline Regina             |                                          |        |
| 2004 | Tatu e Suzy Santos                       |                                          |                                          |        |
| 2005 | Tatu e Suzy Santos                       |                                          |                                          |        |
| 2006 | Marcio Levi e Alexandra Rodrigues        |                                          |                                          |        |
| 2007 | Mauricio Martins e Alexandra Rodrigues   | Marcio Levi                              |                                          |        |
| 2008 | Mauricio Martins e Alexandra Rodrigues   | Marcio Levi e Amanda Rodrigues           |                                          |        |
| 2009 | Mauricio Martins e Alexandra Rodrigues   | Marcio Levi e Amanda Rodrigues           |                                          |        |
| 2010 | Marcio Levi e Barbara Falcão             |                                          |                                          |        |
| 2011 | Marcelo Pessoa e Barbara Marcelle        | Victor Hugo e Karina Lyrio               |                                          |        |
| 2012 | Roberto Vinícius e Barbara Marcelle      | Victor Hugo e Karina Lyrio               |                                          |        |
| 2013 | Yuri Halls e Thaís Buarque               | Julio Cesar Ferreira e Lorena Souza      |                                          | [ 9 ]  |
| 2014 | Washington Lima e Fabiana Cid            |                                          |                                          |        |
| 2015 | Victor Hugo e Debora Santos              |                                          |                                          | [ 23 ] |
| 2016 | Raphael Nascimento e Cassiane Figueiredo | João Victor e Carolina "Carol" Aciolli   | Kauã e Kauanna Oliveira                  |        |
| 2017 | Raphael Nascimento e Cassiane Figueiredo |                                          |                                          |        |
| 2018 | Raphael Nascimento e Débora Santos       |                                          |                                          |        |
| 2019 | Willian Miranda e Fernanda Araújo        | Raphael Khaleb e Ieda Victoria           | Pedro e Ana Clara                        |        |
| 2020 | Willian Miranda e Fernanda Araújo        | Lucas e Ieda Victoria                    | Pedro e Ana Clara                        | [ 8 ]  |
| 2021 | Pedro Figueiredo e Fernanda Araújo       | Raphael Khaleb e Ieda Victoria           | Pedro e Ana Clara                        | [ 24 ] |

### Corte de Bateria
| Ano       | Rainha           | Ref.   |
| --------- | ---------------- | ------ |
| 2007-2008 | Carol Simões     |        |
| 2009-2010 | Dani Sperle      |        |
| 2014      | Natasha Botafogo | [ 25 ] |
| 2015      | Diana Cotrim     | [ 26 ] |
| 2016 -    | Luciana Catra    | [ 8 ]  |
| 2019      | Priscila Rosa    |        |
| 2024-     | Katarina Harmony |        |

## Carnavais
| Ano | Colocação | Divisão | Enredo | Carnavalesco | Ref.          |
| --- | --- | --- | --- | --- | ------------- |
| 1974 | 8.º Lugar | Grupo 3 | "Flamengo, glória de um povo" | Robson Cavalcante |               |
| 1975 | 11.º Lugar | Grupo 3 | "Reminiscências dos carnavais cariocas" | Edson |               |
| 1976 | Campeã | Grupo 3 | "Boi Tatá, um fantástico ser das riquezas" | Luis Fernandes e Ricardo Aquino                                                                                       |               |
| 1977 | Campeã | Grupo 2 | "Um talismã pra Iaiá" | Luis Fernandes e Ricardo Aquino                                                                                       |               |
| 1978 | 9.º Lugar (Rebaixada)                                                                                                 | Grupo 1 | "Talaque, talaque, o romance de Maria-Fumaça" (Samba-enredo composto por Pestana e Jorginho do Pandeiro) | Luis Fernandes, Ricardo Aquino e Cláudio de Souza                                                                     |               |
| 1979 | 3.º Lugar | Grupo 1B | "Da Lapinha ao Coreto, um folguedo popular" (Samba-enredo composto por Pinga, Adilson Barbado e Menilson) | Ricardo Aquino e Cláudio de Souza                                                                                     |               |
| 1980 | 4.º Lugar | Grupo 1B | "Mambembes e mamulengos" | Ricardo Aquino e Cláudio de Souza                                                                                     |               |
| 1981 | 9.º Lugar | Grupo 1B | "Rudá, o deus do amor" | Adalberto Sampaio |               |
| 1982 | 6.º Lugar | Grupo 1B | "Brasil, verde-amarelo" (Samba-enredo composto por Jacy Inspiração, Amauri e Netinho) | Silvinho |               |
| 1983 | 11.º Lugar | Grupo 1B | "Barravilhosa" | Adalberto Sampaio |               |
| 1984 | 7.º Lugar | Grupo 1B | "O canto lendário de Marabá" (Samba-enredo composto por Jaci Inspiração, Netinho e Amauri) | Ailton Oliveira |               |
| 1985 | 8.º Lugar (Rebaixada)                                                                                                 | Grupo 1B | "Depois do mal feito, chorar não é proveito" (Samba-enredo composto por Jacy Inspiração, Netinho e Amaury) | Joãozinho de Deus |               |
| 1986 | 3.º Lugar | Grupo 2A | "Mano Décio da Viola. A apoteose do samba" (Samba-enredo composto por Santa Branca, Adilson Madureira e Lico) | Joãozinho de Deus |               |
| 1987 | 5.º Lugar | Grupo 3 | "Dos reinados ao folclore, das políticas às artes, quem sou?" | Joãozinho de Deus |               |
| 1988 | Campeã | Grupo 3 | "Festa para Orfeu Negro" (Homenagem a Haroldo Costa) (Samba-enredo composto por Jacy Inspiração e cia) | Joãozinho de Deus |               |
| 1989 | 8.º Lugar | Grupo 2 | "Zezé um canto de amor e raça" (Samba-enredo composto por Jacy Inspiração, Netinho, Amaury e Bebeto Arrastão) | Joãozinho de Deus |               |
| 1990 | 3.º Lugar | Grupo B (terceira divisão)                                                                                            | "Ecologiando do Oiapoque ao Chuí" | Joãozinho de Deus |               |
| 1991 | 7.º Lugar | Grupo B (terceira divisão)                                                                                            | "À procura da sorte" | Joãozinho de Deus |               |
| 1992 | Campeã | Grupo B (terceira divisão)                                                                                            | "Carnaval, ontem, hoje e amanhã" | Joãozinho de Deus |               |
| 1993 | 15.º Lugar | Grupo A (segunda divisão)                                                                                             | "Quem canta seus males espanta" (Samba-enredo composto por Nery, Valdo e Betinho) | Leonardo Alegria e Valdemiro Castro                                                                                   |               |
| 1994 | 16.º Lugar | Grupo A (segunda divisão)                                                                                             | "Assim caminha a humanidade" (Samba-enredo composto por Jorginho Estrela Negra, Rubinho e Zequinha do Cavaco) | Beto Maia e Lu Ferreira                                                                                               |               |
| 1995 | 3.º Lugar | Grupo A (segunda divisão)                                                                                             | "Frevança" (Samba-enredo composto por Mazola, Edimilson, Mazinho e Naldo do Cavaco) | Max Lopes |               |
| 1996 | 7.º Lugar (Rebaixada)                                                                                                 | Grupo A (segunda divisão)                                                                                             | "As Icamiabas" (Samba-enredo composto por Amaury dos Santos, Netinho, Jacy Inspiração e Guto) | Jerônimo Guimarães e Orlando Júnior                                                                                   |               |
| 1997 | 8.º Lugar | Grupo B (terceira divisão)                                                                                            | "Oju-Obá, os olhos do rei" | Jerônimo Guimarães e Orlando Júnior                                                                                   |               |
| 1998 | 9.º Lugar | Grupo B (terceira divisão)                                                                                            | "Florindo, o Rio de alegria" | Kleber Ressureição |               |
| 1999 | 7.º Lugar | Grupo B (terceira divisão)                                                                                            | "No palco da alegria, sou o rei nesta folia" | Virgíla Bayma |               |
| 2000 | 12.º Lugar (Rebaixada)                                                                                                | Grupo B (terceira divisão)                                                                                            | "Caxambú, da hidrópolis real à corte no carnaval" (Samba-enredo composto por Tiãozinho Cruz, Ailton Mililiu, Bira do Doce e Wilson do Cavaco) | Reginaldo Rocha |               |
| 2001 | 11.º Lugar (Rebaixada)                                                                                                | Grupo C (quarta divisão)                                                                                              | "Brasil mostra sua cara" (Samba-enredo composto por Ailton Mililiu, Bira do Doce e Tiãozinho Cruz) | Flávio Rodrigues |               |
| 2002 | 10.º Lugar | Grupo D (quinta divisão)                                                                                              | "De confete e serpentina vou brincar o carnaval" | Jefferson Machado |               |
| 2003 | Vice-campeã | Grupo D (quinta divisão)                                                                                              | "Tem jangada no mar, hoje tem Arrastão" (Samba-enredo composto por Marçal, Kakalo, Natal, Cosminho, Kao e Tiãozinho Cruz) | Sandro Gomes |               |
| 2004 | 7.º Lugar | Grupo C (quarta divisão)                                                                                              | "Quem tem padrinho desfila com emoção nos 30 anos do Arrastão" (Samba-enredo composto por Tiãozinho Cruz, Alika, Roberto Iguaçu, Pinel Simpatia e Natal) | Sandro Gomes |               |
| 2005 | 7.º Lugar | Grupo C (quarta divisão)                                                                                              | "O Rio em ação é Pan no carnaval do Arrastão" (Samba-enredo composto por Wlamir, Otávio CEDAE e Sidney de Pilares) | Sandro Gomes |               |
| 2006 | 13.º Lugar | Grupo C (quarta divisão)                                                                                              | "Dudu Alabukun do Arrastão visita a terra dos Yorubás" (Samba-enredo composto por Jerônimo, Sereno, Binho, Fernandinho dos Gatos, Vaguinho, Sorriso, Carlos Junior e Paulinho da Área) | Carlos Nobre |               |
| 2007 | 3.º Lugar | Grupo C (quarta divisão)                                                                                              | "De Estácio de Sá ao Pão de Açúcar, o Rio nasceu na Urca" (Samba-enredo composto por Nilson Lemos, Roberto Saideira, Cosminho, Luquinha da Conceição, Julinho Cá, Marcos e Ivani Ramos) | Ricardo Netto |               |
| 2008 | Vice-campeã | Grupo C (quarta divisão)                                                                                              | "Paço de São Cristóvão: do Palácio Real ao Museu Nacional, 200 anos de história" (Samba-enredo composto por Luquinha da Conceição, Garcia, Julinho Cá, Nilson Lemos, Vanir, Marquinhos e Cosminho)                                                                                          | Ricardo Netto |               |
| 2009 | 12.º Lugar (Rebaixada)                                                                                                | Grupo RJ-1 (terceira divisão)                                                                                         | "E foram felizes para sempre. A química perfeita dos pares!" (Samba-enredo composto por Pixulé, Julinho Cá, Nilson Lemos, Marquinhos, Ivani Ramos, Garcia, Vanir Mecânico, Luquinha Conceição e Frank)                                                                                      | Heriton Bakury, Cleyton Rosa, Júnior Schall, Sônia Maria e Flávia Moreira                                             |               |
| 2010 | 7.º Lugar | Grupo RJ-2 (quarta divisão)                                                                                           | "O rei do Irê" (Samba-enredo composto por Cláudio Russo, Frank, Fábio Costa, Julinho Cá, Nilson Lemos e Ivani Ramos) | Sandro Gomes |               |
| 2011 | 3.º Lugar | Grupo C (quarta divisão)                                                                                              | "Qual é o seu sonho" (Samba-enredo composto por André Kaballa, Jayme César, Tiãozinho Cruz, Di Bamba, Anderson Alemão, Osnan Oliveira e Pinelzinho Simpatia - Interprete:Marquinhos Silva)                                                                                                  | André Taburquine |               |
| 2012 | 11.º Lugar | Grupo C (quarta divisão)                                                                                              | "Patrícia Amorim: a majestade rubro-negra!" (Samba-enredo composto por Marquinhos Silva, Cláudio Russo, Nalva Escafura, Lucas Rebola Preta, J.Rabelo, Gregório, Lapisinho, ChicoPity, Reynaldo Hypólito, Garcia, Andrezinho, Ivan Teixeira, Marcel Contrucci - Interprete:Marquinhos Silva) | Fábio Santos | [ 3 ] [ 4 ]   |
| 2013 | 9.º Lugar (Rebaixada)                                                                                                 | Grupo C (quarta divisão)                                                                                              | "E com vocês: O palhaço a desfilar" (Samba-enredo composto por Jaime César, Di Bamba, Pimelzinho Rjx, Rodrigo Armani, Marcel Contrucci, Lut do Dendê, Chuca, Ânderson Alemão e Marquinho Silva)                                                                                             | Felipe Rocha |               |
| 2014 | 4.º Lugar | Grupo D (quinta divisão)                                                                                              | "Mãe África, teus filhos nossa herança" | Sandro Gomes |               |
| 2015 | 5.º Lugar | Série C (quarta divisão)                                                                                              | "Arrastando as alegrias, mostrando as máscaras na folia!" (Samba enredo composto por Robert Farrow, Gilson Souza, Anderson Alemão, Rodrigo Armani, Pineuzinho Jones e João do Gelo). | Sandro Gomes |               |
| 2016 | 3.º Lugar | Série C (quarta divisão)                                                                                              | "O Arrastão anuncia: Todo dia é dia de Cacique de Ramos!" | Daniel Ghanem | [ 27 ]        |
| 2017 | 13.º Lugar (Rebaixada)                                                                                                | Série C (quarta divisão)                                                                                              | "#Guerreiros" | Daniel Ghanem |               |
| 2018 | 10.º Lugar (Rebaixada)                                                                                                | Série D (quinta divisão)                                                                                              | Chico Frota! Na frequência desse som... | Alexandre Devecchi e Fabrício Amaral                                                                                  | [ 28 ]        |
| 2019 | 6.º Lugar | Série E (sexta divisão)                                                                                               | Casca D´Ouro | Sandro Gomes | [ 29 ]        |
| 2020 | Campeã | Grupo de Avaliação (quinta divisão)                                                                                   | Orumilá - Os encantos da terra ao destino da vida! Compositores:Vinícius Amaral, Julinho Cá, Flávio Back, Jr. Vidigal, Anderson Migão, Vassil Ligeirinho, Daniel Katar, Fred Lima, Marcinho.com e Xuxu                                                                                      | Sandro Gomes | [ 30 ] [ 8 ]  |
| Inicialmente adiados para o mês de julho, os desfiles do Carnaval 2021 foram cancelados devido a pandemia de Covid-19 | Inicialmente adiados para o mês de julho, os desfiles do Carnaval 2021 foram cancelados devido a pandemia de Covid-19 | Inicialmente adiados para o mês de julho, os desfiles do Carnaval 2021 foram cancelados devido a pandemia de Covid-19 | Inicialmente adiados para o mês de julho, os desfiles do Carnaval 2021 foram cancelados devido a pandemia de Covid-19 | Inicialmente adiados para o mês de julho, os desfiles do Carnaval 2021 foram cancelados devido a pandemia de Covid-19 | [ 31 ]        |
| 2022 | Campeã | Série Bronze (quarta divisão)                                                                                         | "Frevança" (reedição de 1995) | Sandro Gomes e Alan Porfirio                                                                                          | [ 32 ] [ 33 ] |
| 2023 | 12.º Lugar | Série Prata (Sábado) (terceira divisão)                                                                               | Sou Caipira, Peregrino, Pirapora | Sandro Gomes | [ 34 ]        |
| 2024 | 5.º Lugar | Série Prata (Terça-feira) (terceira divisão)                                                                          | Icamiabas (Reedição de 1996) | Sandro Gomes | [ 35 ]        |
| 2025 | 19.º Lugar | Série Prata (terceira divisão)                                                                                        | Teatro Experimental do Negro - Arte, Cultura e Resistência | Sandro Gomes | [ 36 ]        |

## Premiações
Prêmios recebidos pelo GRES Arrastão de Cascadura.
| Ano  | Prêmio              | Categoria / premiados | Divisão | Ref.   |
| ---- | ------------------- | --- | ------- | ------ |
| 1989 | Estandarte de Ouro  | Samba-enredo do Grupo 2 (Atual Série A) ("Zezé um canto de amor e raça" - Compositores: Jaci Inspiração, Netinho, Amaury e Bebeto Arrastão) | Grupo 2 | [ 37 ] |
| 2000 | S@mba-Net           | Bateria (Mestre Buzunga) | Grupo B | [ 38 ] |
| 2004 | Troféu Jorge Lafond | Personalidade (Giselemara de Sá) | Grupo C | [ 39 ] |
| 2005 | Troféu Jorge Lafond | Bateria (Mestre Flavinho) | Grupo C | [ 40 ] |
| 2005 | Troféu Jorge Lafond | Carnavalesco revelação (Sandro Gomes) | Grupo C | [ 40 ] |
| 2005 | Troféu Jorge Lafond | Velha guarda | Grupo C | [ 40 ] |
| 2006 | Troféu Jorge Lafond | Harmonia (Diretor: Cidinho) | Grupo C | [ 41 ] |
| 2007 | S@mba-Net           | Melhor desfile | Grupo C | [ 42 ] |
| 2007 | Troféu Jorge Lafond | Comissão de frente | Grupo C | [ 43 ] |
| 2008 | Troféu Jorge Lafond | Comissão de frente | Grupo C | [ 44 ] |
| 2008 | Troféu Jorge Lafond | Ala de passistas | Grupo C | [ 44 ] |
| 2008 | Troféu Jorge Lafond | Velha guarda | Grupo C | [ 44 ] |
| 2011 | S@mba-Net           | Melhor desfile | Grupo C | [ 45 ] |